# کارمن سرانو
کارمن سرانو (به انگلیسی: Carmen Serano) (زاده ۱۸ اوت ۱۹۷۳) بازیگر آمریکایی است.
از فیلم‌هایی که وی در آن نقش داشته است می‌توان به گله اشاره کرد.